# روکاورانو
روکاورانو (به ایتالیایی: Roccaverano) یک کومونه در ایتالیا است که در استان آسته واقع شده‌است.

## خصوصیات
روکاورانو ۲۹٫۹ کیلومترمربع مساحت و ۴۷۳ نفر جمعیت دارد.